# I.W.ハーパー
I.W.ハーパー（英: I.W. Harper）は、バーボン・ウイスキーの銘柄。

## 概説
1872年にドイツ系アメリカ人のアイザック・ウォルフ・バーンハイム（Isaac Wolfe Bernheim）によってケンタッキー州ルイヴィルで生み出された。その名は彼のイニシャル（I.W.）とその無二の親友であったフランク・ハーパーに由来する。1885年にニューオーリンズでおこなわれた万国博覧会で金賞を受賞。世界の博覧会で5つのゴールドメダルを獲得し、これらのメダルはボトルのゴールドラベルに印刷され、現在に至るハーパーのブランドの礎となった。1930年代の禁酒法の時代を経た後、バーンハイムは1937年にブランドをシェンリー社に売却している。
なお、日本においては2009年10月から2021年3月までディアジオジャパンが輸入元を、麒麟麦酒（二代目）が販売元をそれぞれ担当していたが、2021年4月にディアジオジャパンが麒麟麦酒との合弁を解消したため、同年10月以降より輸入・販売元がディアジオジャパンに統一されることとなった。2010年秋にはハーパーを使った缶入りハイボールをコンビニエンスストア限定で販売した（製造委託元はキリンディスティラリー）。また、I.W.ハーパーをベースに用いたハイボールは「ハーパーソーダ」と呼ばれる。
また、2022年3月15日「I.W.ハーパー 12年」の終売（製造中止）を一度決定したが2024年に原酒の安定的な供給の見通しが立ったことにより日本国内限定で再販がされている。

## ラインナップ
- I.W.ハーパー ゴールドメダル （アルコール度数:40%）
- I.W.ハーパー 12年（アルコール度数:43%）